# Otto Czekelius

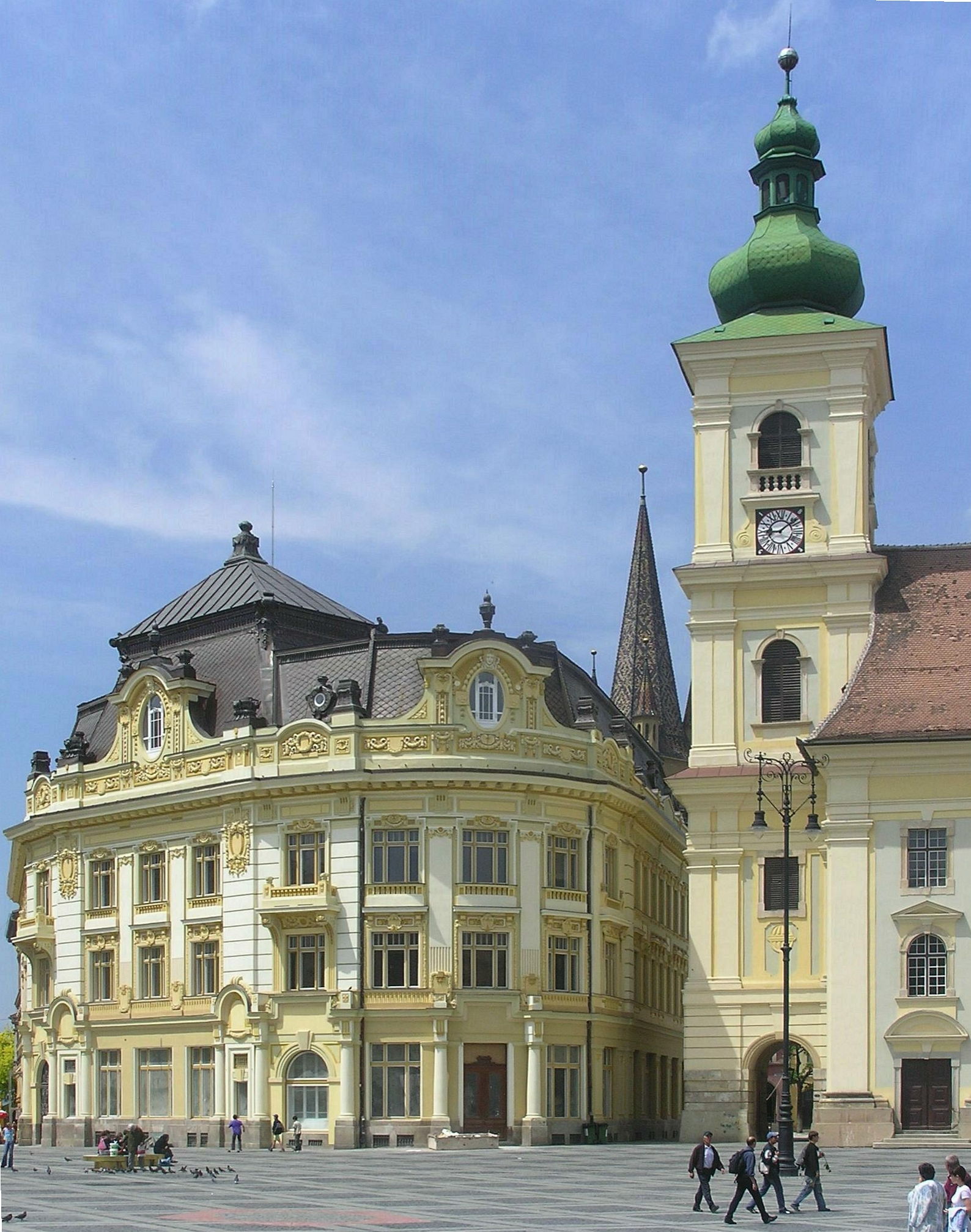
Nagyszeben főtere

Otto Czekelius (Nagyszeben, 1895. augusztus 21. – 1974. március 21.) erdélyi szász építész és író.

## Életpályája
Berlinben végzett tanulmányai után 1943-ig Spanyolországban élt, ahol Madrid város építésze lett. Még a háború vége előtt visszatért szülővárosába.
A kommunista rendszer kezdetén a hatóságok le akarták bontani a város főterének északi oldalán levő „ócskaságokat”, hogy toronyházakat építsenek a helyükre. Az elgondolást Otto Czekelius akadályozta meg. Szintén ő mentette meg a lebontásra ítélt nagyszebeni zsinagógát is. Czekelius halála előtt  mérleget készítve életéről azt mondta, hogy amit sikerült megakadályoznia, fontosabb volt, mint amit épített.

## Írásai
- Schriften aus dem Nachlaß. Zur Baugeschichte von Hermannstadt, Kriterion, Bukarest, 1985
- Das alte Hermannstadt - Veduten und Stadtpläne aus vier Jahrhunderten (Hermann Fabinivel közösen)